# Saint-Ouen-Domprot
Saint-Ouen-Domprot is een gemeente in het Franse departement Marne (regio Grand Est) en telt 206 inwoners (1999). De plaats maakt deel uit van het arrondissement Vitry-le-François.

## Geografie
De oppervlakte van Saint-Ouen-Domprot bedraagt 37,0 km², de bevolkingsdichtheid is 5,6 inwoners per km².
De onderstaande kaart toont de ligging van Saint-Ouen-Domprot met de belangrijkste infrastructuur en aangrenzende gemeenten.

## Demografie
Onderstaande figuur toont het verloop van het inwonertal (bron: INSEE-tellingen).

1. ↑  Populations de référence 2022.